# Markt Einersheim

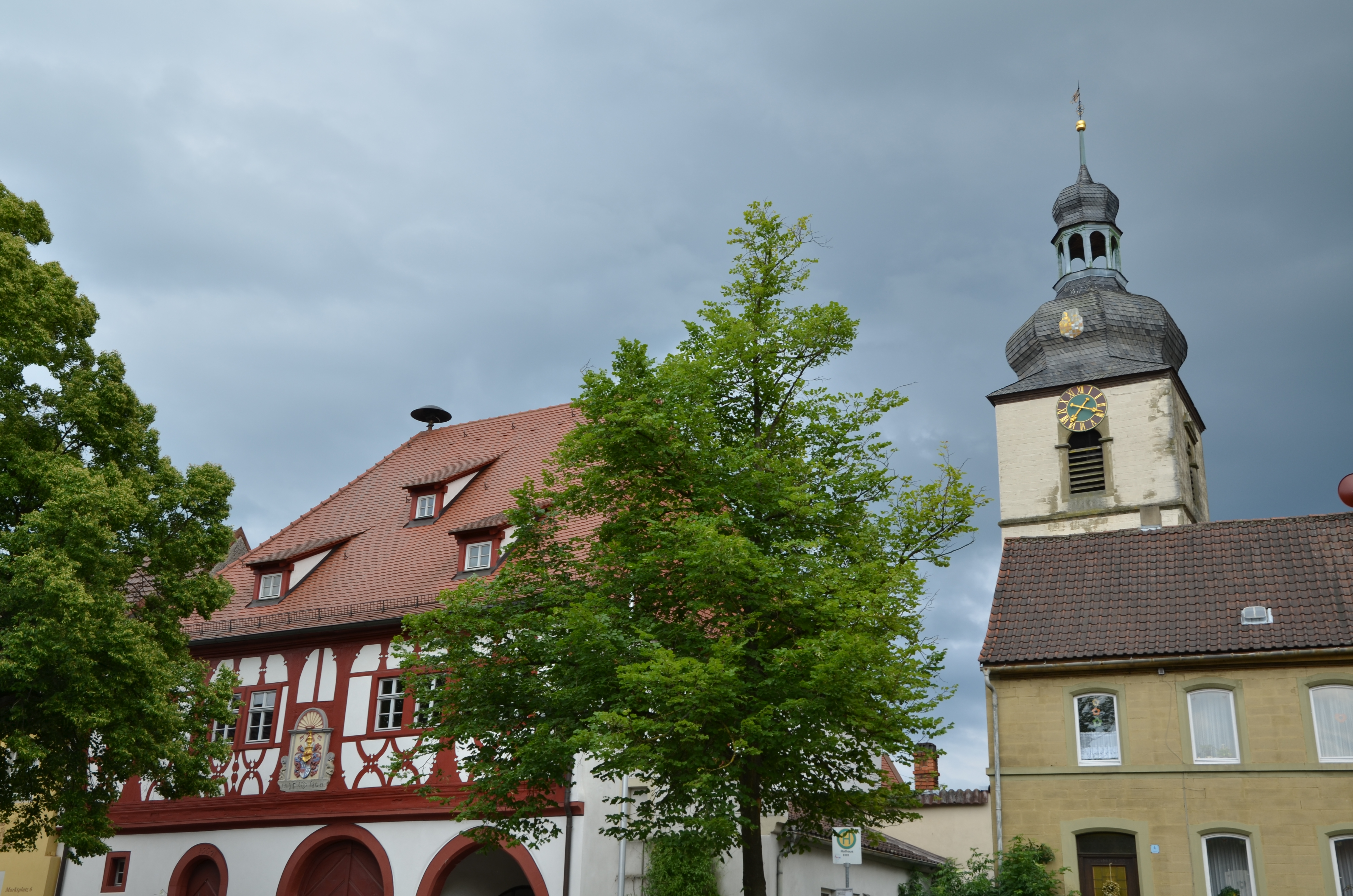
Markt Einersheim

Markt Einersheim este o comună-târg din districtul Kitzingen, regiunea administrativă Franconia Inferioară, landul Bavaria, Germania.